# 近江盆地

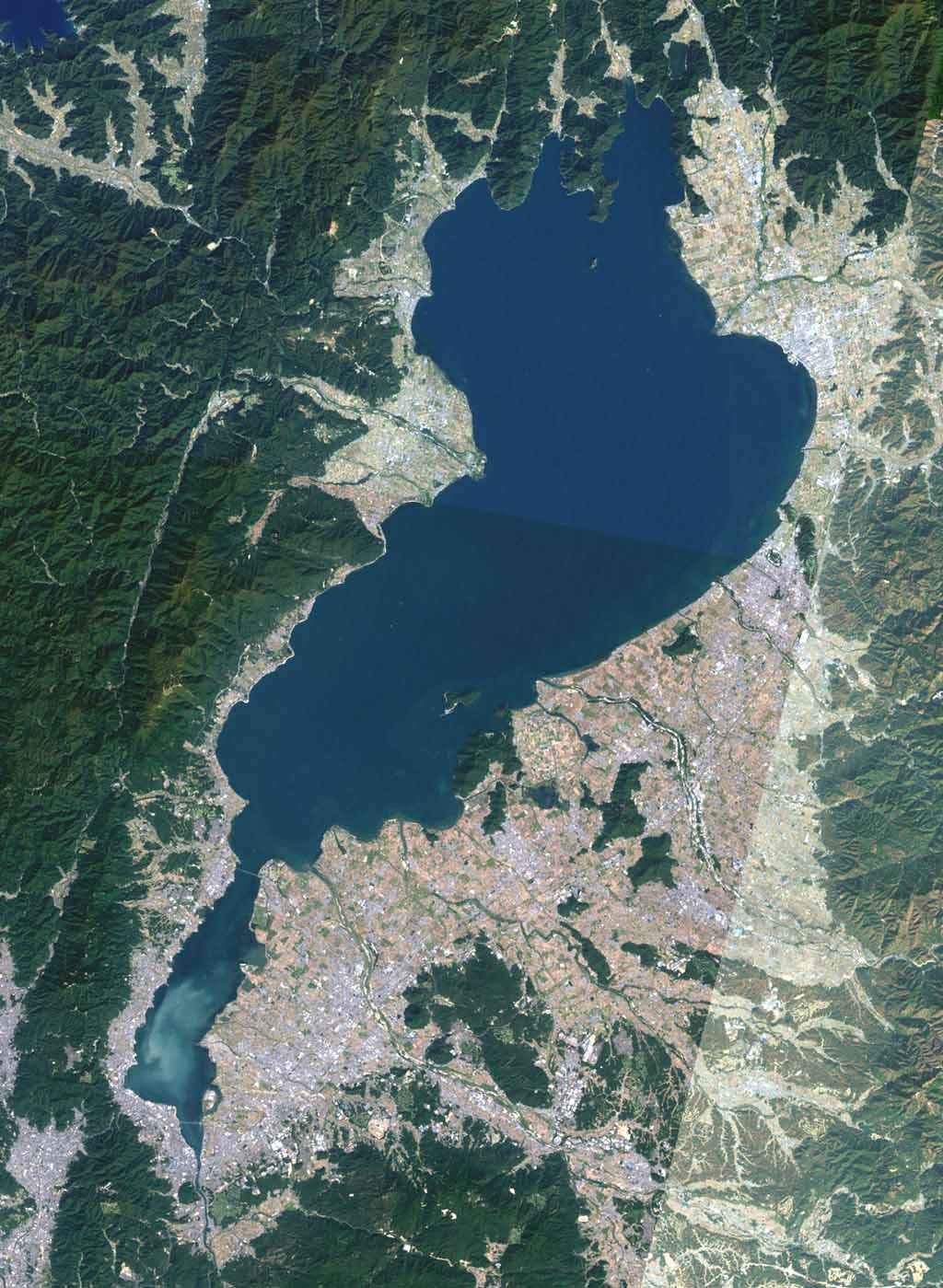
近江盆地の航空写真

近江盆地（おうみぼんち）は、滋賀県の中央部を占める盆地。

## 地理
琵琶湖の周囲には山地が取り巻いており、その間に帯状に沖積低地と丘陵地が存在しており近江盆地を形成している。盆地の東辺を限るのが鈴鹿山脈、西辺から南西部を限るのが比良山地や醍醐山地、比叡山地である。
鮮新世になり上野盆地がある一帯に湖沼ができ、湖盆は近江盆地へと移っていった（琵琶湖#歴史参照）。過去の琵琶湖や周辺の地層に堆積した地層が古琵琶湖層である。古琵琶湖層が形成されたのは約350万年前から50万年前（約400万年前から40万年前）にかけてとされ、上野盆地から近江盆地にわたって広く分布している。
東側の湖東低地は三角州性低地で近江盆地最大の平野であり、南側の湖南低地は平均勾配が小さく近江盆地で最も平坦な扇状地の一つになっている。滋賀県の交通、産業の中枢はこれらの地域に位置する。農業もさかんで、近江米、メロン、ぶどうなどを栽培している。耕地の約90%が水田である。